# Биобаку, Сабури
Сабури Оладени Биобаку (англ. Saburi Oladeni Biobaku; 1918 — 2001) — нигерийский ученый-историк. Один из авторов-основателей историографии народа йоруба, в том числе эгба, и зачинателей исторического изучения африканской устной традиции, блестящий исследователь письменных и других источников по истории Нигерии. Доктор философии (1951).
Биобаку занимал должности заместителя ректора (Vice Chancellor), точнее вице-президента Университета Лагоса (1965—1972) и проректора Университета Обафеми Аволово (Obafemi Awolowo).

## Биография

### Обучение и ранняя карьера
Биобаку родился в Игборе (Igbore), Абеокута, в семье известного исламского деятеля. По этнической принадлежности йоруба. Сабури Оладени учился в методистской начальной школе Огбе (Ogbe) в Абеокуте, далее в правительственном колледже Ибадана и Высшем технологическом колледже Яба (Yaba College of Technology). Для получения магистерского уровня посещал Тринити-колледж Кембриджского университета, а для вступления в звание доктора исторических наук поступил в Институт исторических исследований Лондонского университета.
Вернувшись в Нигерию, Сабури Биобаку начал преподавательскую практику, сначала в «родном» Ибаданском правительственном колледже, далее — в Ибаданском университете, постепенно двигаясь наверх по административным ступеням университетской структуры. 

### Последующая карьера учёного
В 1957 году Сабури Биобаку написал один из самых известных своих научных трудов — «Эгба и их соседи» («The Egba’s and their Neighbours»), целиком посвященный историческому развитию субэтноса йоруба «эгба» и его влияния на общейорубское развитие. Изначально работа задумывалась как диссертация, но в процессе написания превратилась в 99-страничный опус. Для своего времени работа была революционной, ведь была лишь вторым авторитетным историческим исследованием с нигерийской истории, изданным в Кембридже.
Позже Биобаку издаёт «Источники по истории Йоруба» («Sources of Yoruba History», 1973 год), ряд других трудов и научных статей.
В ранние годы независимости Нигерии Биобаку осторожно поддержал господствующие в нигерийском обществе идеи панафриканизма. В 1961—1963 годах был профессором истории, а в 1963—1965 годах — проректором университета Ифе и директором Института африканских исследований при нём. В 1965 году он стал заместителем ректора (президента) Лагосского университета, хотя его избрание было скорее данью «этническому фаворитизму» — в соответствии с негласным правилом в руководстве всех структур везде в Нигерии должны быть представители народа йоруба. В 1978 году стал директором Института африканских исследований при Ибаданском университете.
Биобаку всю жизнь отдал служению обществу йоруба, не прекращая исторические изыскания и научные исследования, а также принимая активное участие в общественной жизни до самой смерти. Биобаку болезненно переживал военный режим, по сути — диктатуру Сани Абача, канури по национальности, в течение 1993—1998 гг., активно боролся своими силами за её свержение.
На протяжении жизни он также занимал должности председателя Нигерийской Национальной Комиссии по древностям (Nigerian National Antiques Commission), вице-президента Международного африканского института в Лондоне и члена Исполнительного совета Ассоциации африканских университетов, возглавлял издательский совет «Африканской Энциклопедии» (Encarta Africana). Почётный доктор Института Африки АН СССР (1972).

## Исследовательская наследие
- Sources of Yoruba History. — Oxford University Press, 1973. — 280 p. — ISBN 0198216696.
- The Egba and their neighbours, 1842—1872. — Clarendon P, 1957. — 128 p.
- The Living Culture of Nigeria / В соавторстве с Peccinotti. — Nelson Publishers, 1976. — ISBN 9781261897.
- The Origin of the Yorubas. — Lagos: Federal Ministry of Information, 1971. — 23 p.